# EBuLa

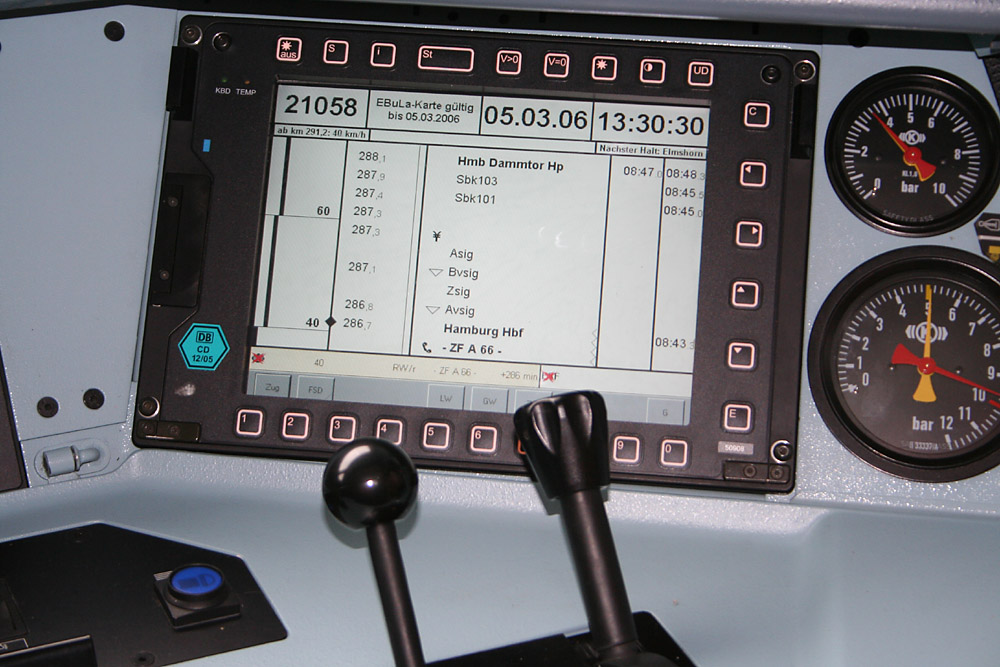
EBuLa-Bordgerät mit Aufladung mittels Karte auf dem Führerstand der Baureihe 185

EBuLa (ausgeschrieben Elektronischer Buchfahrplan und Verzeichnis der Langsamfahrstellen) ist ein System der Deutschen Bahn AG, das von deren IT-Tochter DB Systel entwickelt, gewartet und betrieben wird. Es ersetzt die Buchfahrpläne mit den Fahrzeiten- und Geschwindigkeitsheften, die bisher im Führerraum der Triebfahrzeuge und Steuerwagen mitgeführt werden mussten. Die Fahrplandaten werden stattdessen über eine Funkverbindung auf das Bordgerät geladen, bis 2008 wurden dazu PCMCIA-Karten verwendet.
Anders als beim Buchfahrplan ist bei EBuLa die Leserichtung des Fahrplans entsprechend dem räumlichen Eindruck bei der Fahrt von unten nach oben. Die aktuelle Position wird durch einen Ortsmarker angezeigt.
Ursprünglich war vorgesehen, das Verzeichnis der Langsamfahrstellen in diesem System zu realisieren, doch da man bei der Implementierung keine zielorientierte Lösung der Darstellung fand, wurde dieses Vorhaben 2014 aufgegeben.

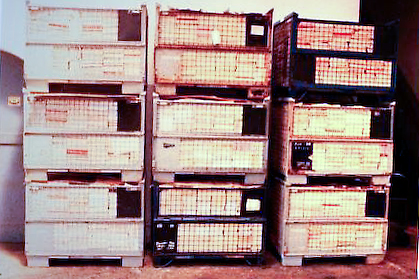
Ein Teil des Buchfahrplanabfalls (1983) nach einem Planwechsel im Bw Mannheim Rbf

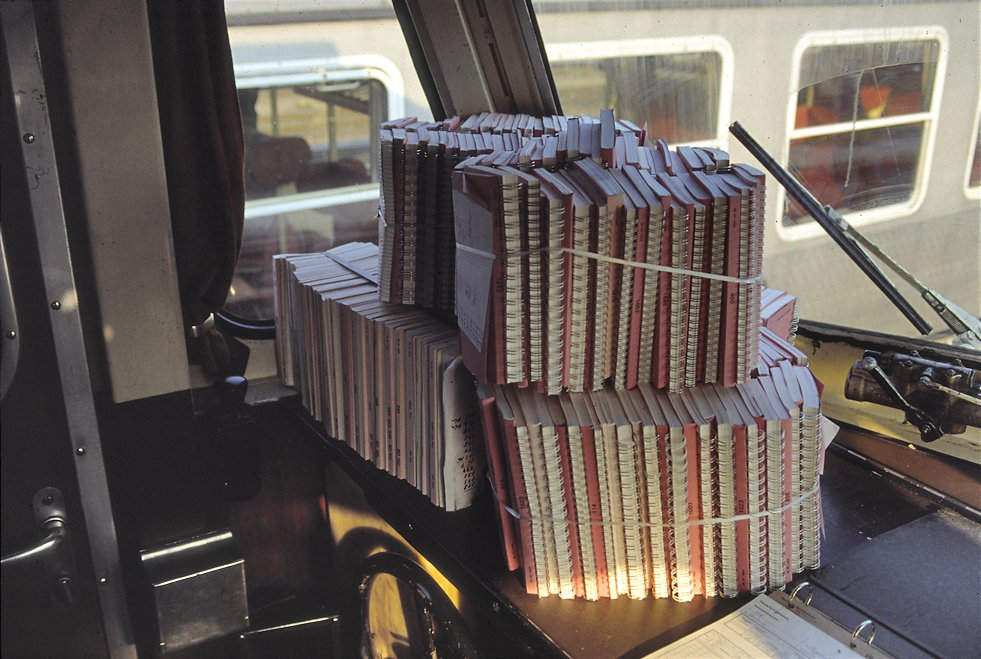
Ein Satz neuer Buchfahrpläne auf einem Führerstand der BR 110

## Geschichte
Offizielle Überlegungen für ein elektronisches System zur Bereitstellung des Buchfahrplans und weiterer für den Triebfahrzeugführer wichtiger Unterlagen gehen in das Jahr 1987 zurück. 
Als wesentliches Ziel galt es, die Vielzahl der bisher auf einem Triebfahrzeug und durch Triebfahrzeugführer in Papierform vorgehaltenen Unterlagen (dazu zählten Zugverzeichnisse, Fahrzeitenhefte, Geschwindigkeitshefte, Vorbemerkungen zu den Buchfahrplänen, Streckenlisten sowie Umleitungsfahrpläne) durch eine kostengünstige, einfach zu aktualisierende elektronische Variante zu ersetzen. Bis zu diesem Zeitpunkt mussten Änderungen, die sich im laufenden Jahr ergaben, mühsam per Hand in die Hefte eingearbeitet werden. 
In Abhängigkeit von der Baureihe und Strecke wurden je Fahrzeug bis dato etwa 150 bis 250 Unterlagen in Papierform vorgehalten; mit dem elektronischen Buchfahrplan sollte die Zahl dieser Unterlagen auf ein im Störungsfall unbedingt notwendiges Maß von etwa 20 Stück pro Fahrzeug reduziert werden. Darüber hinaus sollte die Übersichtlichkeit (und damit die Sicherheit) mithilfe der elektronischen Darstellung erhöht werden; auch die Zusammenfassung der vielfältigen Informationen auf einem Gerät, statt mehrerer Unterlagen, sollte diesem Ziel dienen.
Im März 1994 wurde vom Vorstand der Deutschen Bahn das Projekt Elektronischer Buchfahrplan beschlossen. Am 15. Dezember 1997 beschloss der Vorstand der Deutschen Bahn die Einführung des Elektronischen Buchfahrplans zum September 1999. Deshalb wurden die Triebfahrzeuge und Steuerwagen ab 1998 nach und nach mit den EBuLa-Bordgeräten ausgestattet. 

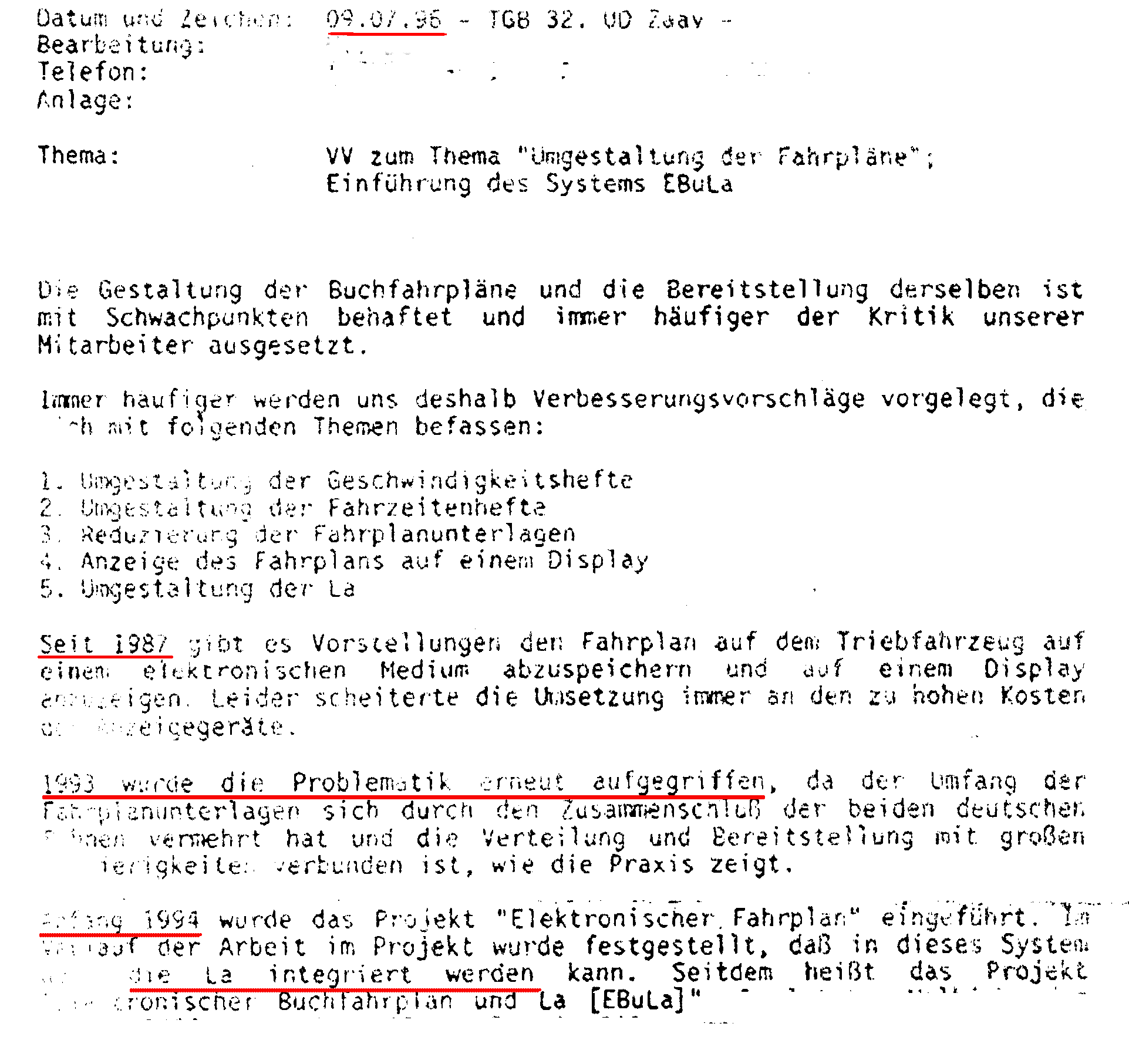
Schreiben von 1996 über die Einführung des EBula

Ab 22. Februar 1999 lief ein so genannter Integrationstest zwischen Dresden und Děčín, bei dem das Zusammenwirken von Fahrzeugen, EBuLa-Bordgeräten und Daten erprobt wurde. Es folgten weitere Feldversuche. Die für September 1999 geplante Einführung verzögerte sich, unter anderem aufgrund von Softwareproblemen. Anfang 2000 war geplant, bis Ende des Jahres 97 Prozent der Triebfahrzeuge mit Bordgeräten auszurüsten und ab Anfang November 2000 EBuLa zunächst parallel zu den Buchfahrplänen in Betrieb zu nehmen; ab März 2001 sollten dann Buchfahrpläne nur noch als Rückfallebene dienen, zum Jahreswechsel 2001/2002 sollte EBuLa dann unabhängig zum Einsatz kommen.

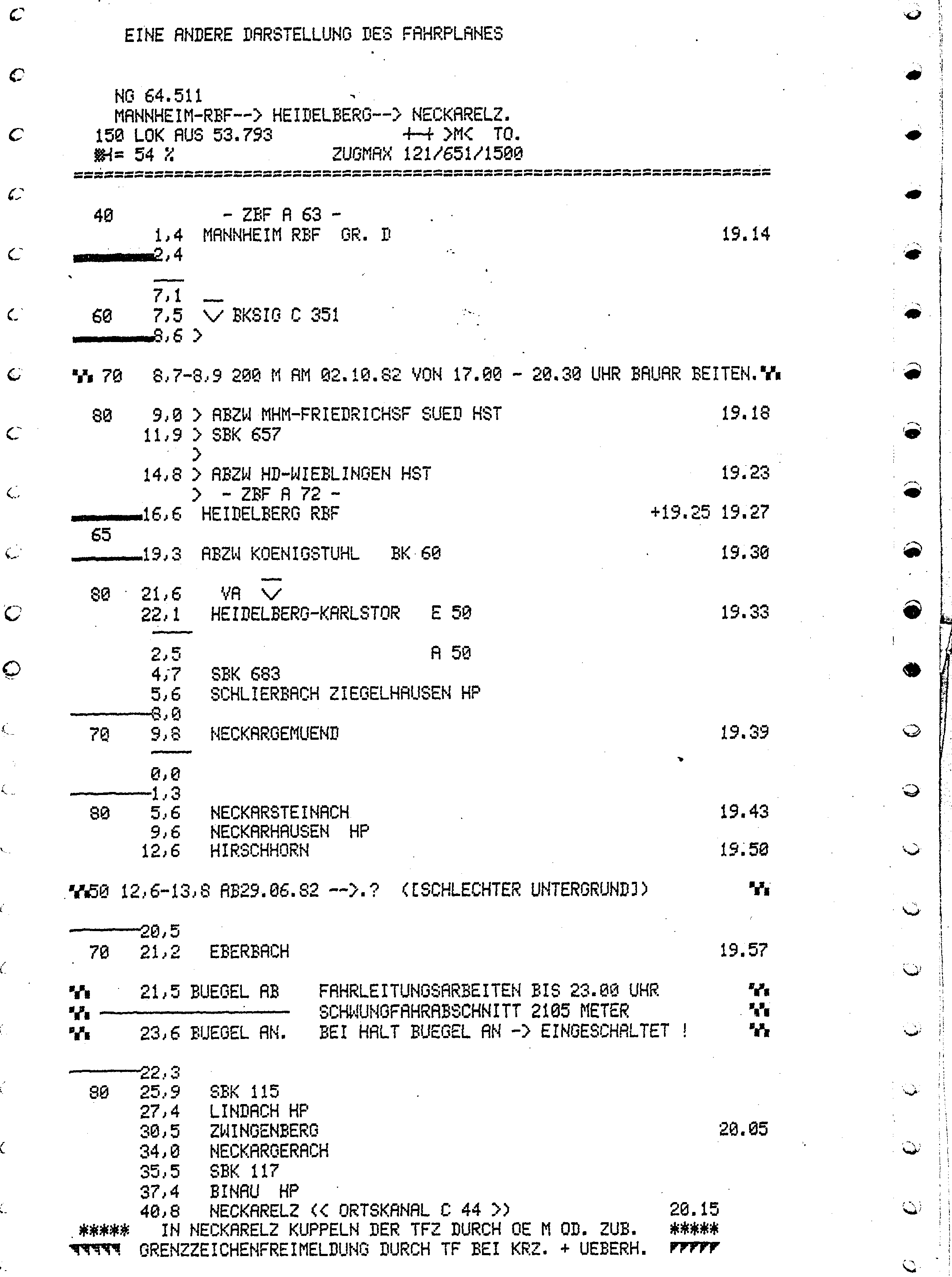
Fahrplan-Musterausdruck mit VC20-Zeichensatz

Am 12. Juni 2001 beschloss der Vorstand der Deutschen Bahn, EBuLa bis zum 15. Dezember 2002 flächendeckend einzuführen, zunächst ohne Integration des Verzeichnisses der Langsamfahrstellen (La). Bis zum 15. März 2002 sollten alle Triebfahrzeugführer und Lokrangierführer geschult werden und anschließend die EBuLa-Daten bundesweit für gültig und maßgebend erklärt werden.
Im Dezember 2002 wurde EBuLa als Regelverfahren bei der DB AG eingeführt und läuft seitdem auf den meisten Triebfahrzeug-Baureihen. Zum Startzeitpunkt des ersten Großversuchs waren die Fahrplandaten und die Gerätesoftware jedoch nicht rechtzeitig fertig geworden, die Geräte mussten aber aus Gründen der Garantie betrieben werden und zeigten in dieser Zeit ein Testbild an, das eine Uhr zeigte.
Ende 2003 wurde die Entwicklung von EBuLa-Funk, also der Übertragung der Fahrplandaten mittels GSM-R abgeschlossen. Danach wurde er in verschiedenen Regionen in der Praxis erprobt. Die sukzessive Einführung von EBuLa-Funk startete am 1. August 2006. Zunächst war die Übertragung über PCMCIA-Karte und EBuLa-Funk parallel zulässig. Dabei wurde auf funkfähigen Bordgeräten erst versucht, die Daten per Funk abzurufen. Schlug dies fehl, wurde auf die Fahrplandaten zurückgegriffen, die auf der Karte gespeichert waren. Ein Verzicht auf die Karte war erst möglich, als alle EBuLa-Bordgeräte auf EBuLa-Funk umgerüstet waren und EBuLa-Funk – mittels Roaming – überall funktionierte. Bis Ende 2006 wurden etwa 6.000 der insgesamt circa 8.000 Triebfahrzeuge der DB AG auf Funk umgerüstet.
Zum Fahrplanwechsel im Dezember 2008 war die EBuLa-Datenübertragung für alle Züge der Deutschen Bahn auf EBuLa-Funk umgestellt. Das bisherige Kartenverfahren wurde eingestellt. Nach Angaben der Deutschen Bahn sank damit die Zeitspanne, bis Fahrplanänderungen auf das Bordgerät übertragen waren, von bislang 72 auf unter fünf Stunden. Pro Jahr könnten damit 2,5 Millionen Euro eingespart werden. Zum Jahreswechsel 2008/2009 wurden die Datenstationen (DaSt) zum Laden der EBuLa-Karte außer Betrieb genommen.
Ab Ende 2009 stand EBuLa im Testbetrieb auch für Gelegenheitsfahrten zur Verfügung. Zum Fahrplanwechsel am 12. Dezember 2010 wurde EBuLa auch für Gelegenheitsverkehre voll nutzbar.
Ab dem Fahrplanwechsel im Dezember 2011 waren für mehrere Wochen auch Langsamfahrstellen für Regellaufwege in EBuLa integriert. Die Darstellung von Langsamfahrstellen auf abweichenden Laufwegen sollte zum Fahrplanwechsel im Dezember 2012 folgen. Anfang Dezember 2014 erklärte die Deutsche Bahn das Vorhaben, die Langsamfahrstellen im Rahmen von EBuLa darzustellen, für gescheitert. Alle technischen Lösungswege hätten unzureichende Ergebnisse geliefert. Zum Jahresfahrplan 2017 sollen stattdessen La-Dokumente elektronisch im PDF- und HTML-Format bereitgestellt werden.
Die Nutzung von EBuLa bei kurzfristigen Umleitungen war ursprünglich nur im Verfahren „Umleitung unter erleichterten Bedingungen“ möglich, nicht jedoch bei großräumigeren Umleitungen mit schriftlicher Fahrplananordnung (Fplo). Seit dem Fahrplanwechsel 2012/2013 läuft eine Erprobung „Fplo in EBuLa“, die nach und nach auf weitere Eisenbahnverkehrsunternehmen ausgedehnt wird. Zusammen mit der Fplo werden dem Triebfahrzeugführer dabei Angaben bekanntgegeben, mit denen er sich am EBuLa-Gerät den Umleitungsfahrplan zusammenstellen kann.

## Funktionsweise des Bordgeräts

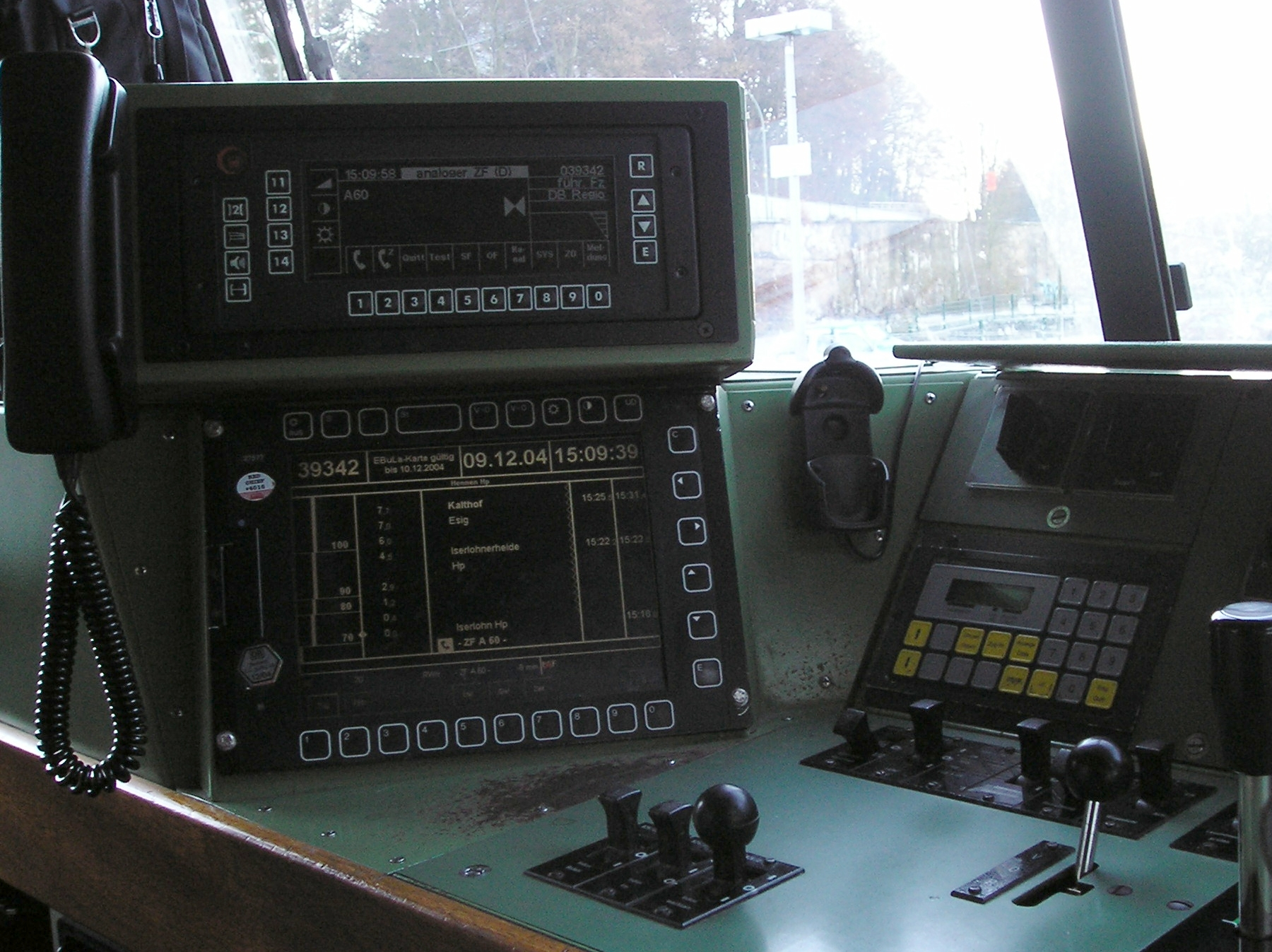
Nachträglich installiertes EBuLa-Bordgerät im Führerstand der Baureihe 628

Die EBuLa-Bordgeräte (Rechnereinheit mit Display und Bedienteil) basieren auf proprietären Industrierechnern der Firmen DLog, Gercom/Deuta und Gersys, wobei die DLog-Geräte die älteste Generation sind. Als Prozessoren kommen bei den DLog-Geräten aufgelötete 133-MHz-AMD-CPUs zum Einsatz, die Gercom-Geräte setzen auf Slot-In CPU-Module mit integriertem BIOS von Epson. Das Betriebssystem und die EBuLa-Software wird auf 2,5″-Festplatten (Kapazität zwischen 1,0 und 20 GB) installiert. Bei den Gercom- und Gersys-Geräten ist eine CompactFlash-Speicherkarte als Blackbox und Notfall-Bootmedium eingebaut. Als Betriebssystem wird Windows 95, Windows NT oder Windows XP in Embedded-Varianten verwendet.
Das Gerät scrollt den auf dem Bildschirm angezeigten Fahrplanausschnitt standardmäßig automatisch weiter. Die Impulse dazu kommen entweder von einer Zeitsteuerung, die vom Triebfahrzeugführer bei Abfahrt an der Startbetriebsstelle in Gang gesetzt wird, oder von einer Ortungssteuerung, die über Radsatzgeber oder GPS die zurückgelegte Wegstrecke des Zuges mitverfolgt. Der Vorteil der Ortungssteuerung ist, dass sie nach der Abfahrt des Zuges bei Verspätungen nicht manuell nachgestellt werden muss. Die Ortungssteuerung ist Voraussetzung für den Einsatz der Zusatzfunktion Energiesparende Fahrweise (ESF). Alternativ lässt sich der Ortsmarker manuell steuern.
Hardware-Probleme ergaben sich, als die Systeme ihren ersten Winter erlebten – Lokomotiven werden nachts meist im Freien abgestellt und sind nicht beheizt, so dass die Bordrechner Kälteschäden davontrugen oder Kurzschlüsse durch Kondenswasserbildung entstanden. Im Sommer stiegen die Temperaturen im Gehäuse teilweise so stark, dass die Geräte überhitzten und nicht mehr hochfuhren. Man versuchte dies durch Einbau einer kombinierten Geräte-Heizung und -Lüftung zu beheben, die das Gerät vor dem Einschalten auf eine Temperatur im spezifizierten Bereich (0–55 °C) bringt und diese Temperatur während des Betriebes hält. 
Auf einigen Lokomotiven konnten die Geräte nicht in den Führertisch integriert werden, sondern mussten teilweise freischwebend aufgehängt werden, was in Verbindung mit dem Laufverhalten bestimmter Nachkriegs-Loks (z. B. Baureihe 110, 140) zu so starken Vibrationen des Monitors führte, dass nicht nur der Lokführer die Anzeigen des Gerätes nicht mehr lesen konnte, sondern auch Hardware-Komponenten Schaden nahmen. 
Auch die bei der damaligen Gerätegeneration vorhandenen PCMCIA-Steckplätze erwiesen sich als problematisch, da die Kontakte durch häufige Steckvorgänge verbogen werden konnten. Aus diesem Grund wurden alle PCMCIA-Karten ausgetauscht und das Problem damit behoben.

### Verhalten bei Störungen
Fällt das EBuLa-Bordgerät vor Fahrtbeginn aus und ist eine Reparatur nicht möglich, so muss der Fahrplan anderweitig zur Verfügung stehen oder ein neues Fahrzeug gestellt werden. Ersteres erfolgt über die Internet-/Intranet-Rückfallebene (EBuLa-IRE), die von jedem PC im Intranet der Deutschen Bahn sowie seit Herbst 2006 alternativ über das Internet ausgeführt werden kann. EBuLa-IRE ist eine Webanwendung in klassischer Thin-Client/Server-Architektur, die das Anzeigen und Ausdrucken von Buchfahrplänen ermöglicht. Das Backend-System der IRE ist als Mehrstrang-Lösung ausgelegt, so dass eine hohe Ausfallsicherheit gegeben ist. 
Fällt das EBuLa-Bordgerät oder eine andere „Führerraumanzeige des Fahrplans oder der La-Angaben“ (d. h. ein Tablet oder Laptop) während der Fahrt aus, so ist der Zug anzuhalten. Die Weiterfahrt erfolgt dann, soweit möglich, mit einer von der Betriebszentrale erteilten Fahrplan-Mitteilung und in jedem Fall mit dem Ersatzfahrplan.

## Übertragung der Fahrplandaten
Ursprünglich wurden die Fahrplandaten mit Hilfe einer PCMCIA-Speicherkarte ins Bordgerät eingespielt, die der Triebfahrzeugführer besaß. Da die Daten aus der EBuLa-Karte ausgelesen und im EBuLa-Bordgerät gespeichert wurden, musste diese nur einmal pro Tag gesteckt werden. Bei Dienstbeginn wurde die Karte an einer in allen 650 Personaleinsatzstellen vorhandenen Datenstation (DaSt) aktualisiert. Eine Datenstation war ein PC mit Betriebssystem Microsoft Windows NT und einem eingebauten PCMCIA-Steckplatz. Auf den Rechnern war eine Windows-Anwendung installiert, die automatisch die tagesaktuellen Fahrplandaten auf eine EBuLa-Karte kopierte, sobald diese in den PCMCIA-Slot gesteckt wurde.
Seit der flächendeckenden Einführung von GSM-R mit Roaming werden die Fahrplandaten über eine GSM-Funkverbindung abgerufen. Nach Eingabe der Zugnummer auf dem EBuLa-Bordgerät erfolgt automatisch der Rufaufbau über das GSM-R-Zugfunkgerät und das GSM-R-Netz zum EBuLa-Funkserver. Von dort werden die Fahrplandaten per Funk übertragen.
Zukünftig sollen Fahrplandaten mit dem GSM-R-Nachfolgesystem FRMCS wesentlich schneller geladen werden können. Im ICE 4 erfolgt die Datenübertragung zum EBuLa-Bordgerät bereits über die Mobile Integrationsplattform (MIP) per LTE.

## Erweiterungen

### Energieverbrauchsanzeige
Bei einigen Baureihen ist das EBuLa-Bordgerät an den elektronischen Energiezähler, die sogenannte TEMA-Box (Traktions-Energie-Messung und -Abrechnung) angeschlossen. Die TEMA-Box ermittelt den Energieverbrauch des Triebfahrzeugs und übermittelt diesen Wert an das EBuLa-Bordgerät. Dort kann der Triebfahrzeugführer ablesen, wie viel Energie er für die Zugfahrt verbraucht hat und wie viel Energie ggf. zurückgespeist wurde.

### Energiesparende Fahrweise (ESF)
Fahrzeuge mit Ortungssteuerung erlauben energieeffizientes Fahren mit ESF. Anhand der im EBuLa-Bordgerät gespeicherten Daten wird mittels ESF der optimale Zeitpunkt zum Abschalten der Leistung ermittelt und angezeigt. Schaltet der Triebfahrzeugführer auf Empfehlung des Bordgerätes ab, rollt der Zug ohne Leistung bis zum nächsten Bahnhof und kommt bei flüssigem Betriebsablauf pünktlich dort an. Hierzu ermittelt ESF auf Basis des Fahrplans, des Streckenprofils, der Fahrzeugdaten und des aktuellen Fahrzeitpuffers die energetisch optimalen Abschaltpunkte und zeigt diese in EBuLa an. Für bestimmte Fahrzeuge ermittelt ESF auch Fahrempfehlungen zum Fahren mit reduzierter Höchstgeschwindigkeit.
Bis 2003 wurden alle Triebfahrzeuge/Triebzüge bei DB Regio im Rahmen des Projekts „EnergieSparen (ES)“ mit Stromzählern ausgerüstet, um den Stromverbrauch der Sparte Personenverkehr um 10 Prozent zu verringern. Messungen und Versuche zeigten, dass die angepeilten Verbrauchssenkungen möglich sind. Hochgerechnet auf den Personenverkehr ergibt sich daraus ein Einsparpotenzial von ca. 30 Mio. EUR/Jahr bzw. 83.000 EUR/Tag.
Das Ziel des energiesparenden Fahrens ist es, eine vorgegebene Strecke mit einem bestimmten Zug in der hierfür ermittelten planmäßigen Zeit mit minimalem Energieverbrauch zurückzulegen. In der Summe sind Einsparpotenziale bis 20 Prozent langfristig möglich. Zudem soll der Triebfahrzeugführer durch seine Fahrweise zur Einsparung von Betriebs- und Instandhaltungskosten beitragen.
Für das Energiesparen können drei Fahrweisen genutzt werden:
- Auslaufen mit abgeschalteter Zugkraft:

straffes Anfahren, Fahren mit Höchstgeschwindigkeit, frühes Abschalten und langer Auslauf ergibt minimalen Energieverbrauch bei fahrplanenger Fahrt
- Reduzieren der Höchstgeschwindigkeit:

straffes Anfahren, Fahren mit reduzierter Höchstgeschwindigkeit und kurzer Auslauf und
- Reduzieren der Zugkraft/Fahrstufe:

straffes Anfahren, Fahren mit reduzierter Fahrstufe und kurzer Auslauf sparen Energie, wenn Zeitpuffer maximal genutzt werden.
Durch möglichst langen Auslauf bei abgeschalteter Zugkraft wird die größte Einsparung erzielt.

### Zuglaufregelung Grüne Funktion (ZLR)
Seit 2018 können in EBuLa auch Fahrempfehlungen aus dem Verfahren „Zuglaufregelung Grüne Funktion“ angezeigt werden. Hierbei werden die Fahrempfehlungen in den Betriebszentralen von DB Netz auf Basis der aktuellen betrieblichen Situation ermittelt.